# 一式货物输送机
一式货物输送机（Ki-56）是在二战期间为日本陆军研制的运输机。

## 乙式输送机
1938年，日本陆军与日本航空輸送会社看中了洛克希德14型超级伊莱克特拉高速客机，采购了30架。在日本陆军需求背景下，立川飛機公司获得了洛克希德的生产许可证，使用国产双发14缸900马力的Ha-26-I活塞螺桨发动机，称为乙式输送机（ロ式輸送機）生产了119架。 
与九七式輸送機相比，L-14飞机具有较高速度与运载能力，但存在低速失速问题与稳定性较差。为此，乙式输送机增大了机翼面积，并重新设计了座舱以便国产。
帝國大學東京大学航空研究所把两架乙式输送机改造为高空试验机，以检验增压座舱技术。 

## 一式货物输送机

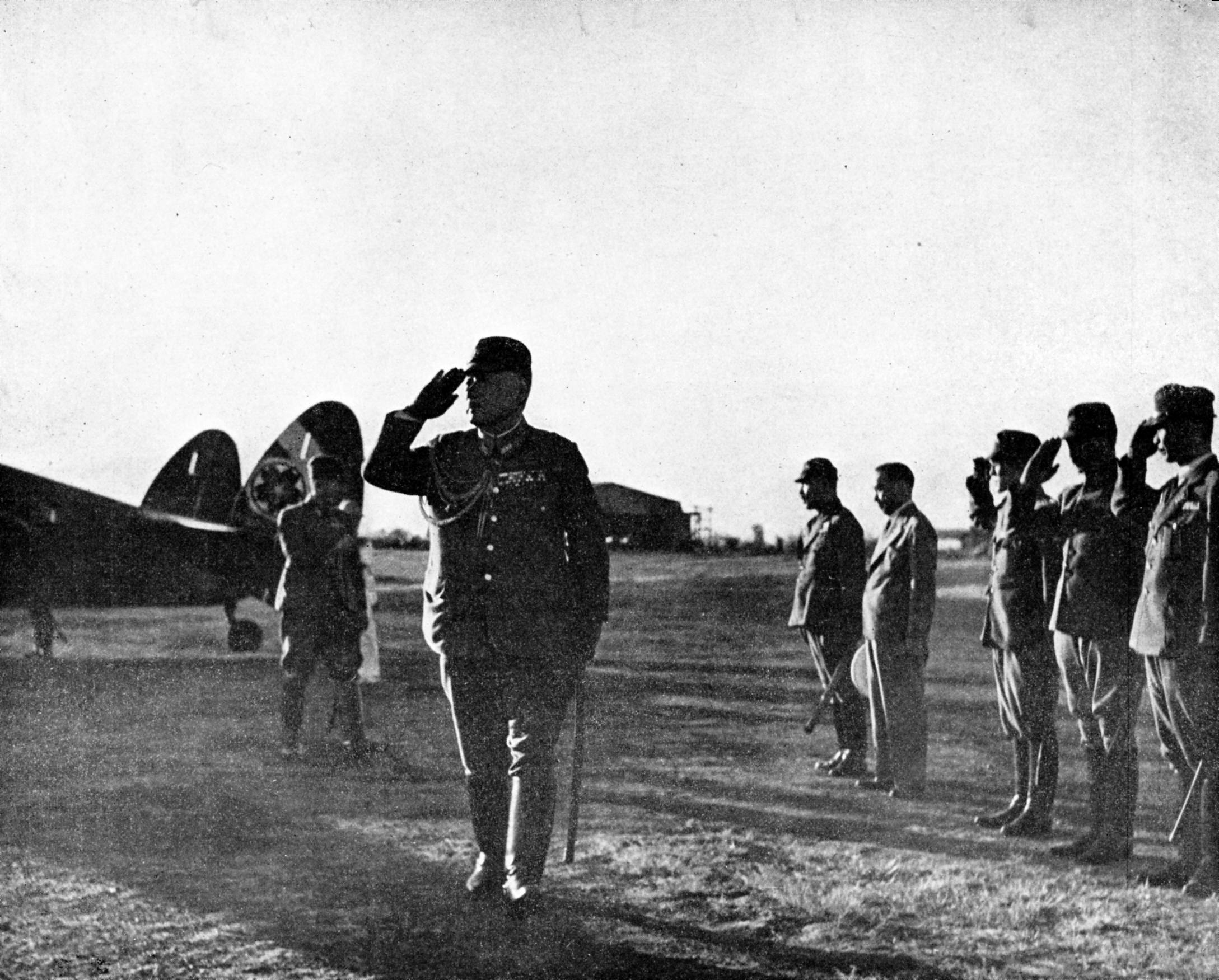
1943年6月1日元帅陆军大将杉山元在一式货物输送机前检阅司令部飛行班人员

1939年，日本陆军指示接手了乙式输送机生产的川崎航空機公司改型研制Ki-56。土井武夫为总设计师。在乙式输送机基础上减重、进一步改进飞行稳定性与起降稳定性、加长了后部机身1.5m、改进了机翼，换用了Ha-26-II活塞螺桨发动机。1940年11月首飞。1941年12月定型入役。
后来换用双发14缸950马力Ha-25活塞螺桨发动机。左侧机身设有大型货舱门。可以运输14名军人或10名伞兵。相比于L-14与乙式输送机，一式货物输送机的爬升率与空速都减少了，但稳定性、载重、最大起飞重量、起降性能都得到提高。
至1943年9月，总计生产了121架一式货物输送机。替代一〇〇式輸送機执行荷蘭東印度群島戰役中伞兵联队的巨港空降作战。货运与人员输送一直执行到终战。 

## 技术性能
- 機長: 14.9米
- 翼展: 19.64米
- 機高: 3.60米
- 翼面積: 51.20平方米
- 發動機: 双发14缸950马力Ha-25活塞螺桨发动机
- 最大速度: 398km/h（高度3,400m）
- 实用升限：7,400m
- 航程: 3,300公里
- 乘員: 3-4名
- 自重 	4,672kg
- 搭載量 	2,400kg货物或兵士14名
- 最大離陸荷重 	8,024kg

## 使用
一式货物输送机在第二次世界大戰期間一直作為大日本帝國陸軍航空隊。

## 使用國家
- 日本(生產國)